# NeuroQuantology
NeuroQuantology — ежемесячный рецензируемый междисциплинарный научный журнал, освещающий пересечение нейробиологии и квантовой механики. Он был основан в апреле 2003 года, и его предмет почти сразу же был отвергнут в журнале The Lancet Neurology как «дикое изобретение» и «бессмыслица». Согласно Journal Citation Reports, в 2017 году импакт-фактор журнала составил 0,453, что позволило ему занять 253-е место из 261 журнала в категории «Нейронауки». Однако журнал был исключён из списка после выпуска 2019 года. Журнал описывает себя как ориентированный в первую очередь на оригинальные отчёты об экспериментальных и теоретических исследованиях. В нём также публикуются обзоры литературы, методические статьи, эмпирические данные, рецензии на книги, новости, комментарии, письма в редакцию и аннотации. Главным редактором-основателем является Султан Тарладжи, которого сменил на этом посту Рияз Ахмед Абдул Хан.
В Норвежском научном индексе журналу присвоен «Уровень 0» с 2008 года, что означает, что он не считается научным, и поэтому публикации в журнале не соответствуют необходимым критериям для того, чтобы рассчитывать на государственное финансирование исследований. 
По словам Садри Хассани, ни в редакционном совете, ни в консультативном совете нет учёных, работающих в области квантовой физики или неврологии.
Журнал индексировался в Embase и Scopus с 2007 по 2022 год, пока он не был исключён из списка из-за «проблем с публикациями».